# Перетички
Перетички (укр. Перетічки; до 2016 г. Кирово, ранее Переточки) — село, Сакунихский сельский совет, Недригайловский район, Сумская область, Украина.
Код КОАТУУ — 5923585705. Население по переписи 2001 года составляло 250 человек.

## Географическое положение
Село Перетички находится в 2,5 км от села Лахновщина и в 4-х км от села Сакуниха.
По селу протекает пересыхающий ручей с запрудой. Рядом проходит автомобильная дорога Т-1917.

## Происхождение названия
В некоторых источниках указано, что в 1993 году селу вернули название Перетички, но на официальных сайтах такой информации нет. Однако в большом количестве документов село называют Перетички (укр. Перетічки). Официально село было переименовано в 2016 году.

## Экономика
- ООО «Агробизнес-ТСК».

## Объекты социальной сферы
- Дом культуры.